# 帕哈里略區
7°10′45″S 76°41′56″W / 7.1791°S 76.6989°W
帕哈里略區（西班牙語：Distrito de Pajarillo），是秘魯的一個區。位於該國中北部聖馬丁大區的卡塞雷斯元帥省，始建於1961年12月15日。它的面積244平方公里，海拔高度310米，2005年的人口为5,072人，而平均人口密度每平方公里21人。